# Peter Borjans-Heuser
Peter Borjans-Heuser geb. Borjans (* 26. Februar 1948 in Hattingen; † 21. Januar 2020 in Duisburg) war ein deutscher Lyriker komischer, satirischer und spielerischer Gebrauchslyrik.

## Leben
Peter Borjans wuchs in einer katholischen Beamtenfamilie mit sieben Geschwistern auf und besuchte erst in Hattingen, dann in Schwelm im Ennepe-Ruhr-Kreis das Gymnasium, das er 1968 mit dem Abitur verließ. Seine Neigung zum Theater, zur Satire und zum Gesang äußerte sich in frühen, meist parodistisch-musikalischen Bühnenauftritten. Nach Ableistung und teilweiser Verweigerung des Grundwehrdienstes nahm er im Wintersemester 1969/70 ein Studium der Theaterwissenschaften und Germanistik in Köln auf. Im Wintersemester 1970/71 wechselte er an die Universität Münster und studierte neben Germanistik das Fach Pädagogik. Das Studium schloss er 1975 mit dem Staatsexamen ab. 1979 promovierte er an der Universität Duisburg in den Sprach- und Literaturwissenschaften. Nach der Referendarszeit 1980 arbeitete er am Clauberg-Gymnasium in Duisburg als Lehrer. Im gleichen Jahr heiratete er Brigitta Heuser und ihr gemeinsamer Sohn Matthias wurde geboren.
An die „Geschwister-Scholl-Gesamtschule“ in Moers wechselte er 1985. Von 1991 bis 1996 war er Didaktischer Leiter an der Gesamtschule Duisburg-Ruhrort und anschließend zwölf Jahre Gründungsdirektor der Duisburger Gesamtschule „Globus am Dellplatz“. Seit 2008 war er im Ruhestand.
Neben seiner beruflichen Tätigkeit war er als Rezitator und Sänger mit der Duisburger Rockgruppe „Rainer Lürik“ auf deutschen Bühnen oder z. T. im Auftrag des Goethe-Instituts in der Schweiz und in Tschechien mit den Programmen „Homo faber“ von Max Frisch unterwegs.
Peter Borjans-Heuser verstarb im Januar 2020 in seiner Heimat Duisburg.

## Werke
- Bürgerliche Produktivität und Dichtungstheorie, Peter Lang Verlag, Frankfurt a. M. 1979
- Schiff im Wasser im Schiff. Eine Europareise mit Niederschlägen, Quick Maritim Verlag, Rechlin 2005
- Immer mehr Wasser im Schiff, Quick Maritim Verlag, Rechlin 2007
- Planken & Kiele. Dr. Peter Borjans-Heusers Lyrische Bordapotheke, Monolith-Verlag, Bad Driburg 2008
- Hitzefrei!, Monolith-Verlag, Bad Driburg 2007
- VerBALrouLADEN, Schardt-Verlag, Oldenburg 2010
- Dr. Stroh. Böse Balladen, Schardt-Verlag, Oldenburg 2011
- Trifft der Blitz dich auf dem Klo. Vergnügliche Bosheiten, Schardt-Verlag, Oldenburg 2013
- Wie der Penis aus der Asche, Schardt-Verlag, Oldenburg 2015
- Rückwärts in die Hortensie, Schardt-Verlag, Oldenburg 2018